# Jaguar Kensington
La Jaguar Kensington, chiamata anche Italdesign Kensigton,  è una concept car realizzata dalla casa automobilistica britannica Jaguar insieme alla italiana Italdesign nel 1990.

## Descrizione
La vettura ha debuttato al Salone di Ginevra del 1990 e successivamente come prototipo perfettamente funzionante al British International Motor Show del 1990.
La Kensington è stato progettato da Italdesign su progetto e disegno di Giugiaro, come possibile successore dell'allora Jaguar XJ. Presentava un design più elegante e una linea del tetto spiovente, con l'intenzione di Giugiaro di allontanarsi dal tradizionale design a tre volumi della XJ e aggiornarlo con i dettami stilistici degli anni 90. La Jaguar non mise in produzione la Kensington e in seguito il design fu ripreso successivamente dalla stessa Italdesign per disegnare la Daewoo Leganza.

## Specifiche
La Kensington era basata sul telaio della Jaguar XJ12 III Serie e utilizzava il motore Jaguar V12 da 5,3 litri (5345 cm³) di quella vettura che erogava 295 CV a 5500 giri/min e 432 Nm di coppia a 3250 giri/min. La potenza veniva scaricata sulle ruote posteriori tramite un cambio automatico GM a 3 velocità. Il passo era il medesimo della XJ12, ma la nuova carrozzeria presenta uno sbalzo anteriore più lungo di 121 mm, uno sbalzo posteriore più corto di 185 mm e un tetto più alto di 25 mm.